# Покрово-Даниловка
Покрово-Даниловка — бывшая деревня в Рославльском районе Смоленской области России.
Располагалась в южной части области в 23 км к северо-востоку от Рославля, в 4 км севернее автодороги А101 Москва — Варшава («Старая Польская» или «Варшавка»). В 23 км юго-западнее деревни находилась железнодорожная станция Козловка на линии Смоленск — Рославль. 

## История
В годы Великой Отечественной войны деревня была оккупирована гитлеровскими войсками в августе 1941 года, освобождена в сентябре 1943 года.
С 28 декабря 2004 года входила в состав Костырёвского сельского поселения.
Деревня Покрово-Даниловка упразднена законом Смоленской области 26 ноября 2009 года. 